# Jardim de Soares dos Reis
O Jardim de Soares dos Reis é um espaço verde localizado na freguesia de Mafamude, em Vila Nova de Gaia, Portugal.
O jardim ocupa grande parte do Largo de Soares dos Reis que, tal como o jardim, homenageiam o famoso escultor António Soares dos Reis, nascido nesta freguesia.
O jardim data de inícios do século XX quando foi demolida uma cadeia que se encontrava no local. Em 30 de Outubro de 1904, foi inaugurada a estátua do escultor Soares dos Reis, esculpida pelo seu discípulo Teixeira Lopes.
O jardim contém belos exemplares de salgueiros, carvalhos, choupos, camélias e numerosos outros arbustos, muito lesados pela construção de um túnel da Via de Cintura Interna em 2007.